# Dziedzickia janus
Dziedzickia janus är en tvåvingeart som beskrevs av Lane 1959. Dziedzickia janus ingår i släktet Dziedzickia och familjen svampmyggor. Inga underarter finns listade i Catalogue of Life.